# Sør-Trøndelag
Sør-Trøndelag (deutsch Süd-Tröndelag) war eine norwegische Provinz (Fylke) im Landesteil Trøndelag. Sie grenzte an die Provinzen Nord-Trøndelag, Møre og Romsdal, Oppland und Hedmark sowie an Schweden. Am 30. Juni 2017 betrug die Bevölkerung 318.359 Einwohner (5,98 % der Gesamtbevölkerung Norwegens im Jahr 2014). Die Provinz hatte eine Fläche von 18.839 km² (davon Landfläche 17.833 km²). Verwaltungssitz war Trondheim.
Am 27. April 2016 sprachen sich die beiden Parlamente von Nord- und Sør-Trøndelag für den Zusammenschluss der beiden Provinzen aus. Die Vereinigung wurde am 1. Januar 2018 wirksam.

## Kommunen
Einwohner am 30. Juni 2017:
- Agdenes (1.708)
- Bjugn (4.861)
- Frøya (4.937)
- Hemne (4.273)
- Hitra (4.650)
- Holtålen (2.046)
- Klæbu (6.075)
- Malvik (13.879)
- Meldal (3.930)
- Melhus (16.330)
- Midtre Gauldal (6.268)
- Oppdal (6.984)
- Orkdal (11.927)
- Osen (969)
- Rennebu (2.559)
- Rissa (6.622)
- Roan (955)
- Røros (5.669)
- Selbu (4.104)
- Skaun (8.062)
- Snillfjord (982)
- Trondheim (191.152)
- Tydal (842)
- Ørland (5.311)
- Åfjord (3.264)

## Fylkesmänner
Der Fylkesmann wurde vom König ernannt. Bis zum 1. Januar 1919 lautete sein Titel Amtmann oder Stiftsamtmann. Er war zunächst höchster lokaler Repräsentant des Staates und übte sowohl staatliche als auch kommunale Aufgaben aus. Seit 1976 war er ausschließlich Repräsentant des Staates, koordiniert die staatliche Verwaltung in der Provinz und übte die Rechtsaufsicht über die Kommunen aus.
| Fylkesmann              | Amtszeit  |
| ----------------------- | --------- |
| Erik Must Angell        | 1804–1810 |
| Frederik Trampe         | 1810–1832 |
| Fredrik Riis            | 1832–1840 |
| Karelius August Arntzen | 1840–1857 |
| Carl Fredrik Motzfeldt  | 1857–1894 |
| Lars Otto Roll Grundt   | 1894–1907 |
| Harald Bothner          | 1907–1921 |
| Odd Klingenberg         | 1921–1940 |
| Johan Cappelen          | 1940–1940 |
| Frederik Prytz          | 1940–1945 |
| Johan Cappelen          | 1945–1947 |
| Ivar Skjånes            | 1948–1958 |
| Thor Skrindo            | 1958–1963 |
| Nils Lysø               | 1963–1974 |
| Einar Moxnes            | 1974–1986 |
| Roald Eriksen           | 1986–1989 |
| Reidar Due              | 1989–1992 |
| Roald Eriksen           | 1992–1993 |
| Kåre Gjønnes            | 1993–1998 |
| Roald Eriksen           | 1998–1998 |
| Aage Rundberget         | 1998–2000 |
| Kåre Gjønnes            | 2000–2011 |
| Jørn Aksel Krog         | 2011–2015 |
| Brit Skjelbred          | 2015–2017 |

## Partnerschaften
Sør-Trøndelag unterhielt seit 2007 eine Partnerschaft mit der Stadt Chongqing, Volksrepublik China.